# Цыгане (опера Леонкавалло)
«Цыгане» — опера в двух актах итальянского композитора Руджеро Леонкавалло. По мотивам поэмы А. С. Пушкина Цыганы.

## История создания и постановок
Премьера оперы состоялась 16 сентября 1912 года в Лондоне, под управлением автора. К началу Первой мировой войны «Цыгане» были самой популярной оперой Леонкавалло после «Паяцев» в англоязычных странах, однако на сегодняшний день это произведение исполняется крайне редко. В 2012 году опера прозвучала в Санкт-Петербурге в Большом зале филармонии имени Д. Д. Шостаковича (в концертном исполнении).

## Действующие лица
| Партия                   | Голос   | Исполнитель на премьере 16 сентября 1912 (Дирижёр: Руджеро Леонкавалло) |
| ------------------------ | ------- | ----------------------------------------------------------------------- |
| Флеана, молодая цыганка  | сопрано | Ринальда Павони                                                         |
| Раду, молодой дворянин   | тенор   | Эджидио Кунего                                                          |
| Старик — цыганский барон | баритон | Армандо Сантолини                                                       |
| Тамар, цыган-поэт        | баритон | Эрнесто Каронна                                                         |

## Известные постановки
- 5 января 2012 года, Санкт-Петербург. В партии Флеаны — Даниэла Скиллачи. Оркестр Государственного Эрмитажа, дирижёр — Фабио Мастранджело. Российская премьера произведения.